# مونته‌کرتو
مونته‌کرتو (به ایتالیایی: Montecreto) یک کومونه در ایتالیا است که در استان مودنا واقع شده‌است.

## خصوصیات
مونته‌کرتو ۳۱٫۲ کیلومترمربع مساحت و ۹۴۶ نفر جمعیت دارد و ۸۶۴ متر بالاتر از سطح دریا واقع شده‌است.